# پاتریک هروسوفسکی
پاتریک هروسوفسکی (انگلیسی: Patrik Hrošovský؛ زادهٔ ۲۲ آوریل ۱۹۹۲) بازیکن فوتبال اهل اسلواکی است.
از باشگاه‌هایی که در آن بازی کرده‌است می‌توان به باشگاه فوتبال ویکتوریا پلزن اشاره کرد.
وی همچنین در تیم‌های ملی فوتبال زیر ۲۱ سال اسلواکی، و اسلواکی بازی کرده‌است.